# Autophila amseli
Autophila amseli är en fjärilsart som beskrevs av Max Wilhelm Karl Draudt 1936. Autophila amseli ingår i släktet Autophila och familjen nattflyn. Inga underarter finns listade i Catalogue of Life.